# American Dreamer
American Dreamer es una película de humor negro estadounidense de 2022 dirigida por Paul Dektor (en su debut cinematográfico) y escrita por Theodore Melfi. Basada en un segmento del programa de radio This American Life, está protagonizada por Peter Dinklage como un profesor que intenta comprar la propiedad de una viuda solitaria interpretada por Shirley MacLaine. Actúan también  Matt Dillon, Danny Glover, Kimberly Quinn y Danny Pudi.
La película se estrenó en el Festival de Cine de Tribeca el 11 de junio de 2022. Su lanzamiento en Estados Unidos está previsto para el 8 de marzo de 2024.

## Trama
El Dr. Phil Loder, profesor adjunto de economía de bajo nivel en Harvard, siempre ha soñado con ser propietario de una casa. Su deseo se convierte en una posibilidad cuando una viuda solitaria le ofrece su extensa propiedad por unos centavos. El trato, sin embargo, es demasiado bueno para ser verdad.

## Elenco
- Peter Dinklage como Dr. Phil Loder
- Shirley MacLaine como Astrid Fanelli, la viuda
- Matt Dillon como Dell, un agente de bienes raíces
- Danny Glover como investigador privado
- Kimberly Quinn como Maggie
- Danny Pudi como Craig, decano de economía de la Universidad de Brockton
- Michelle Mylett como estudiante de posgrado

## Producción
La película independiente se anunció por primera vez el 2 de febrero de 2021, con Peter Dinklage, Shirley MacLaine y Kimberly Quinn como protagonistas.  En marzo, Danny Glover, Matt Dillon, Danny Pudi y Michelle Mylett se unieron al elenco.  La producción comenzó el 15 de marzo en Vancouver y debía concluir el 16 de abril de 2021.  El rodaje también tuvo lugar en Victoria, Columbia Británica, donde partes parciales de los edificios del Parlamento de Columbia Británica se convirtieron en la "Universidad de Brockton", ya que el largometraje se desarrolla en Massachusetts. 

## Estreno
La película tuvo su estreno mundial en el Festival de Cine de Tribeca el 11 de junio de 2022.   Su lanzamiento está previsto en los Estados Unidos el 8 de marzo de 2024. 